# Barbara Ambrosius
Barbara Ambrosius (* 25. November 1944 in Drangstedt; † 28. Juli 2023) war eine deutsche Juristin und als solche unter anderem Richterin am Bundesgerichtshof.

## Leben
Nach der Zweiten Juristischen Staatsprüfung trat Ambrosius in den höheren Justizdienst des Landes Nordrhein-Westfalen ein, wo sie 1978 zur Richterin am Landgericht Bonn ernannt wurde. 1981 wechselte sie in den niedersächsischen Justizdienst. Hier war sie zunächst als Richterin am Amtsgericht Langen und ab 1988 als Richterin am Oberlandesgericht Celle tätig.
1996 wurde Ambrosius zur Richterin am Bundesgerichtshof ernannt. Sie wurde zunächst dem III. und IV. Zivilsenat, 2004 dann dem X. Zivilsenat zugewiesen, wo sie im Wesentlichen mit Rechtsfragen aus dem Vergaberecht, dem Werkvertragsrecht, dem Schenkungsrecht und dem Reisevertragsrecht befasst war. Auf ihren Wunsch hin trat sie mit Ablauf des 31. Dezember 2007 in den vorzeitigen Ruhestand.
Ambrosius war Mitverfasserin eines Kommentars zum Allgemeinen Gleichbehandlungsgesetz.

## Veröffentlichung
- Allgemeines Gleichbehandlungsgesetz. Handkommentar. (als Hrsg. zus. mit Wolfgang Däubler u. Martin Bertzbach). Nomos, Baden-Baden 2007, ISBN 978-3-8329-1384-7.